# سيلفستر وليامز
سيلفستر وليامز (بالإنجليزية: Sylvester Williams)‏ هو لاعب كرة قدم أمريكية أمريكي، ولد في 21 نوفمبر 1988 في جفرسون سيتي في الولايات المتحدة.

## وصلات خارجية
- سيلفستر وليامز على موقع مرجع كرة القدم المحترفة.كوم (الإنجليزية)